# Guin Saga
Guin Saga (japanisch グイン・サーガ Guin Sāga) ist eine von der japanischen Autorin Kaoru Kurimoto geschriebene und nicht abgeschlossene Romanreihe, die zugleich die bisher erfolgreichste Fantasy-Reihe einer einzelnen Schriftstellerin ist. Guin Saga wurde seit dem Jahr 1979 publiziert und sollte einen Rekord von über 100 Ausgaben aufstellen. Tatsächlich wurden bis zum Tod der Autorin im Jahr 2009 126 Ausgaben zusammen mit 21 Nebengeschichten veröffentlicht. Beide Reihen wurden posthum mit unveröffentlichten Manuskripten fortgesetzt, so dass vier weitere Romane und eine Nebengeschichte aus ihrer Feder stammen. Die Reihe mit Nebengeschichten wurde von anderen Autoren fortgeführt und umfasst bisher (Stand: November 2013) 25 Bände. Die Hauptreihe wird am 8. November 2013 mit dem 131. Band von Yū Godai fortgeführt.

## Inhalt
Die Geschichte dreht sich um den Krieger Guin, der sich an nicht mehr als seinen Namen erinnert und eine Leopardenmaske trägt, die er nicht mehr abnehmen kann. Er verfügt über übermenschliche Kräfte und auch einige Fähigkeiten, von denen er selbst nichts weiß. Eines Tages trifft er die Geschwister Rinda und Remus Farseer, Thronfolger des Königreiches Paros. Die beiden flohen, nachdem ihre Eltern von den Mongaul getötet worden waren. Nun hilft Guin ihnen gegen die Mongaul.

## Veröffentlichungen

### Roman
Die Romane von Kaoru Kurimoto erschienen von 1979 bis 2009 beim Verlag Hayakawa Shobō. Insgesamt umfasst die Reihe 130 Bände. Vier Jahre nach dem Tod der Autorin wird die Reihe fortgeführt: Am 8. November 2013 erscheint der 131. Band, Parro no Ankoku, von Yū Godai, im Dezember 2013 soll der 132. Band, Cylon no Banka, von Yume Yohino folgen.
Eine Reihe von Nebengeschichten (gaiden) namens Guin Saga Gaiden (グイン・サーガ外伝) erscheint seit 1981, wobei die ersten 22 Bände von Kaoru Kurimoto geschrieben wurden (der 22. wurde posthum veröffentlicht) und der 23. von Saori Kumi. Bis November 2013 umfasst diese Reihe 25 Bände.
Daneben existiert seit 2011 noch eine Kurzgeschichtenreihe namens Guin Saga World (グイン・サーガ・ワールド, Guin Sāga Wārudo) deren einzelne Bände jeweils 4 bis 5 Kurzgeschichten enthalten, die von anderen Autoren stammen und unveröffentlichte aus dem Nachlass von Kurimoto sind. Bisher (Stand: November 2013) erschienen acht Bände.

### Manga
Von 2001 bis 2003 erschien eine erste Manga-Adaption der Romane in Media Factorys Magazin Comic Flapper. Die Serie von Zeichner Kazuaki Yanagisawa wurde auch in drei Sammelbänden veröffentlicht und ins Englische übersetzt.
2007 folgte ein zweiter Manga, gezeichnet von Hajime Sawada. Dieser erschien bis 2010 im Magazin Comic Rush des Verlags Jive sowie in sechs Sammelbänden. Eine portugiesische Übersetzung kam bei Planet Manga heraus und beim gleichen Verlag erschien eine deutsche Fassung von August 2010 bis August 2011.

### Anime
Das Studio Satelight produzierte 2009 eine 26-teilige Anime-Adaption der Romane. Bei dieser führte Atsushi Wakabayashi Regie, Shoji Yonemura war für das Serienkonzept verantwortlich. Das Charakterdesign entwarf Toshiharu Murata und künstlerischer Leiter war Junichi Higashi. Erstmals ausgestrahlt wurde die Serie vom 5. April 2009 bis zum 27. September 2009 bei NHK.
Eine englische Übersetzung wurde von Anime News Network, Crunchyroll, Hulu und The Anime Network per Streaming vertrieben.

#### Synchronsprecher
| Rolle   | Japanische Stimme |
| ------- | ----------------- |
| Guin    | Kenyū Horiuchi    |
| Rinda   | Mai Nakahara      |
| Remus   | Tsubasa Yonaga    |
| Amnelis | Akeno Watanabe    |
| Astrias | Makoto Ishii      |
| Suni    | Sayuri Yahagi     |
| István  | Shintarō Asanuma  |
| Marus   | Unshō Ishizuka    |
| Naris   | Yuya Uchida       |

#### Musik
Die Musik der Serie wurde komponiert von Nobuo Uematsu. Den Vorspann unterlegte man mit dem Lied Guin no Thema (グインのテーマ) von Nobuo Uematsu und den Abspann mit Saga ~ This is my road von Kanon.

## Rezeption
Die deutsche Zeitschrift AnimaniA bescheinigt dem zweiten Manga eine tempo- und actionreiche Geschichte, an spritzendem Blut und abgeschlagenen Köpfen werde nicht gespart. Dabei bediene sich Hajime Sawada eines ungewöhnlichen Zeichenstils mit viel Schraffuren und wenig Einsatz von Rasterfolie, wobei einzelne Zeichnungen besonders aufwändig seien. Die Geschichte sei dynamisch und erzähltechnisch ansprechend gestaltet und spreche besonders ein männliches Publikum ab 16 Jahren mit Vorliebe für Action, Fantasy und kriegerischen Auseinandersetzungen an.